# Närsbo
Närsbo är en småort i Alingsås kommun, belägen i Ödenäs socken vid östra stranden av sjön Nären.